# Brenčič
Brenčič je priimek v Sloveniji, ki ga je po podatkih Statističnega urada Republike Slovenije na dan 1. januarja 2010 uporabljalo 311 oseb in je med vsemi priimki po pogostosti uporabe uvrščen na 1.242. mesto.

## Znani nosilci priimka
- Jurij Brenčič (1940—2013), kemik, univerzitetni profesor
- Lojze Brenčič (1894—1981), zdravnik stomatolog, profesor
- Maja Makovec Brenčič (*1969), ekonomistka, univ. profesorica in političarka
- Mihael Brenčič, politik
- Radovan Brenčič (1890—1976), pravnik in gledališki organizator
- Stanislav Brenčič (*1950), politik
- Marija Brenčič Jelen (1919—2000), pesnica in pisateljica